# Paralititan stromeri
Paralititan stromeri (gr. "titán de las mareas de Stromer") es la única especie conocida del género Paralititan, un dinosaurio saurópodo titanosauriano, que vivió a mediados del período Cretácico, hace aproximadamente entre 99,6 y 93,5 millones de años, en el Cenomaniense, en lo que es hoy África.

## Descripción

Diagrama de comparación de tamaños entre Paralititan con humanos, parte del material fósil conocido mostrado en blanco.

Los fósiles fueron hallados en una región de marismas cerca del mar con manglares, por lo que se calcula que la vegetación fue exuberante. Además se han encontrado restos de peces, tiburones y tortugas, junto a otros dinosaurios como los gigantes depredadores Carcharodontosaurus, Bahariasaurus y Spinosaurus y otros titanosaurios como el Aegyptosaurus. Joshua Smith, quien dirigió informalmente el equipo de investigación que encontró los fósiles de dinosaurios, le dijo a un entrevistador: "Era un dinosaurio realmente enorme, según todos los cálculos".
Se conoce poco de Paralititan , por lo que su tamaño exacto es difícil de estimar. Sin embargo, el material limitado, especialmente los húmeros largos, sugirió que es uno de los dinosaurios más masivos jamás descubiertos, con un peso estimado de 59 toneladas. El húmero derecho completo medía 1,69 metros de largo, que en el momento del descubrimiento era el más largo conocido en un saurópodo del Cretácico, esto se superó en 2016 con el descubrimiento de Notocolossus, que tenía un húmero de 1,76 metros. Utilizando Saltasaurus como guía, Carpenter estimó su longitud en alrededor de 26 metros en 2006. Scott Hartman estima un animal que es masivo, pero aún más pequeño que los titanosaurios más grandes como Puertasaurus, Alamosaurus y Argentinosaurus. En 2010, Gregory S. Paul estimó su longitud en más de 20 metros y su peso en 20 toneladas. En 2012 Holtz dio una longitud de 32 metros y un peso estimado de 65,3 a 72,5 toneladas. En 2016, utilizando ecuaciones que estiman la masa corporal en función de la circunferencia del húmero y el fémur de animales cuadrúpedos, se le dio un peso estimado de alrededor de 50 toneladas. En 2019 Gregory S. Paul estimó el Paralititan entre 30-55 toneladas. En 2020, Molina-Pérez y Larramendi estimaron el tamaño del animal en 27 metros  y 30 toneladas.
De la formación ya se conocía otro saurópodo, Aegyptosaurus. Paralititan se diferencia de Aegyptosaurus en su tamaño más grande, este último género pesa solo quince toneladas, posiblemente en no tener pleurocelos en las vértebras de la cola delantera y en poseer una cresta deltopectoral relativamente más larga en su húmero.

## Descubrimiento e investigación

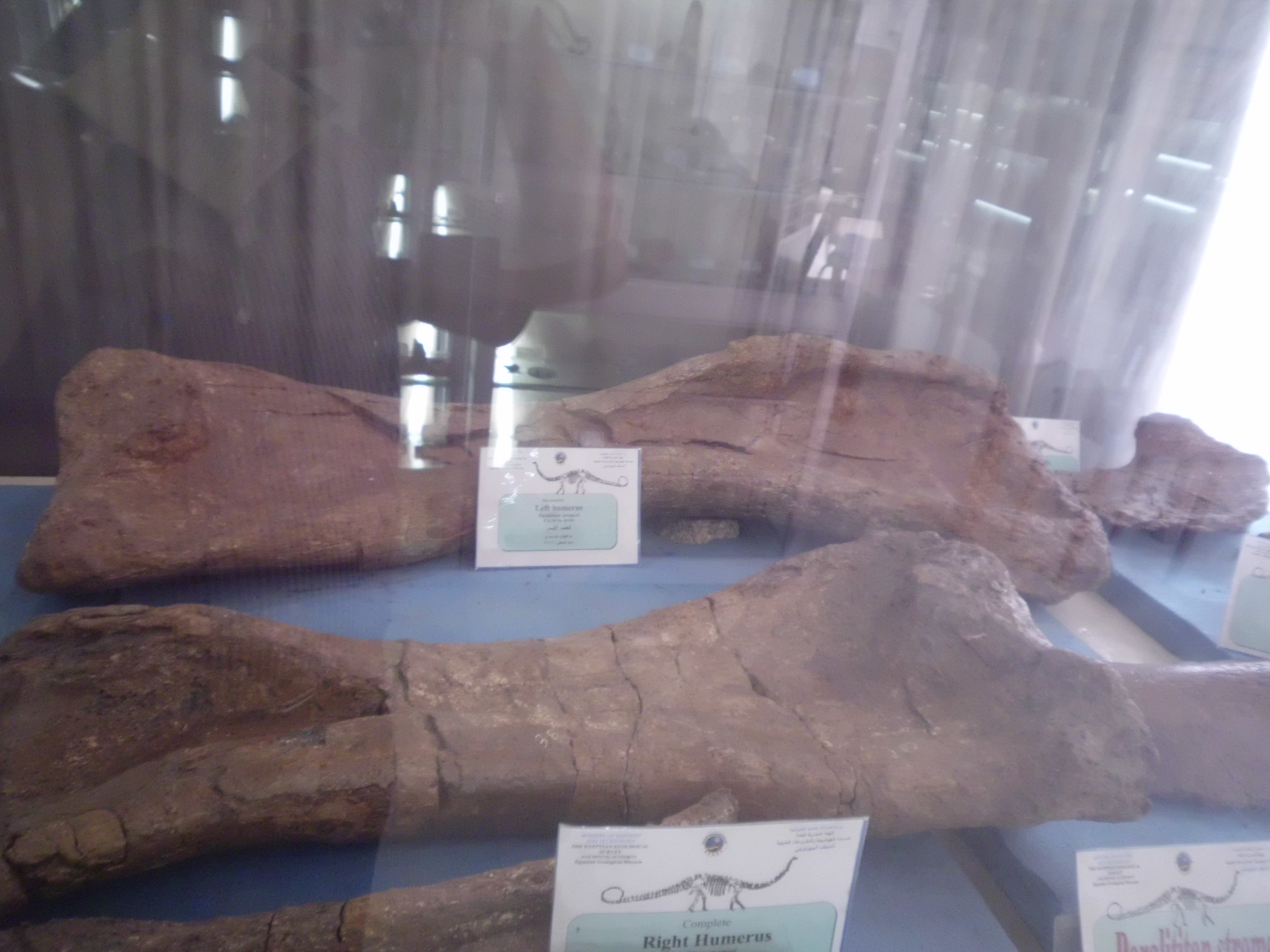
Húmeros en el Museo Geológico Egipcio.

Fue encontrado en la Formación Bahariya de Egipto, cerca del oasis con el mismo nombre. La gente del lugar limpió los restos que fue preservado en depósitos de línea de marea que contenían la vegetación fósil del manglar. El ecosistema del manglar que habitó este dinosaurio se encontraba a lo largo de la orilla meridional del mar de Tethys. Paralititan es el primer dinosaurio del que se ha demostrado que habitaba un bioma de manglar. Es el primer tetrápodo encontrado en ese lugar desde 1935. El nombre Paralititan stromeri proviene del griego Paralos que significa «cerca del mar», por el ambiente donde murió y Titan por los gigantes que desafiaron a los dioses, siendo el nombre de la especie en honor al paleontólogo Ernst Stromer que trabajara en el lugar el siglo pasado. Fue nombrado por Joshua B. Smith, Matthew C. Lamanna, Kenneth J. Lacovara, Peter Dodson, Jennifer R. Smith, Jason C. Poole, Robert Giegengack and Yousri Attia en 2001.

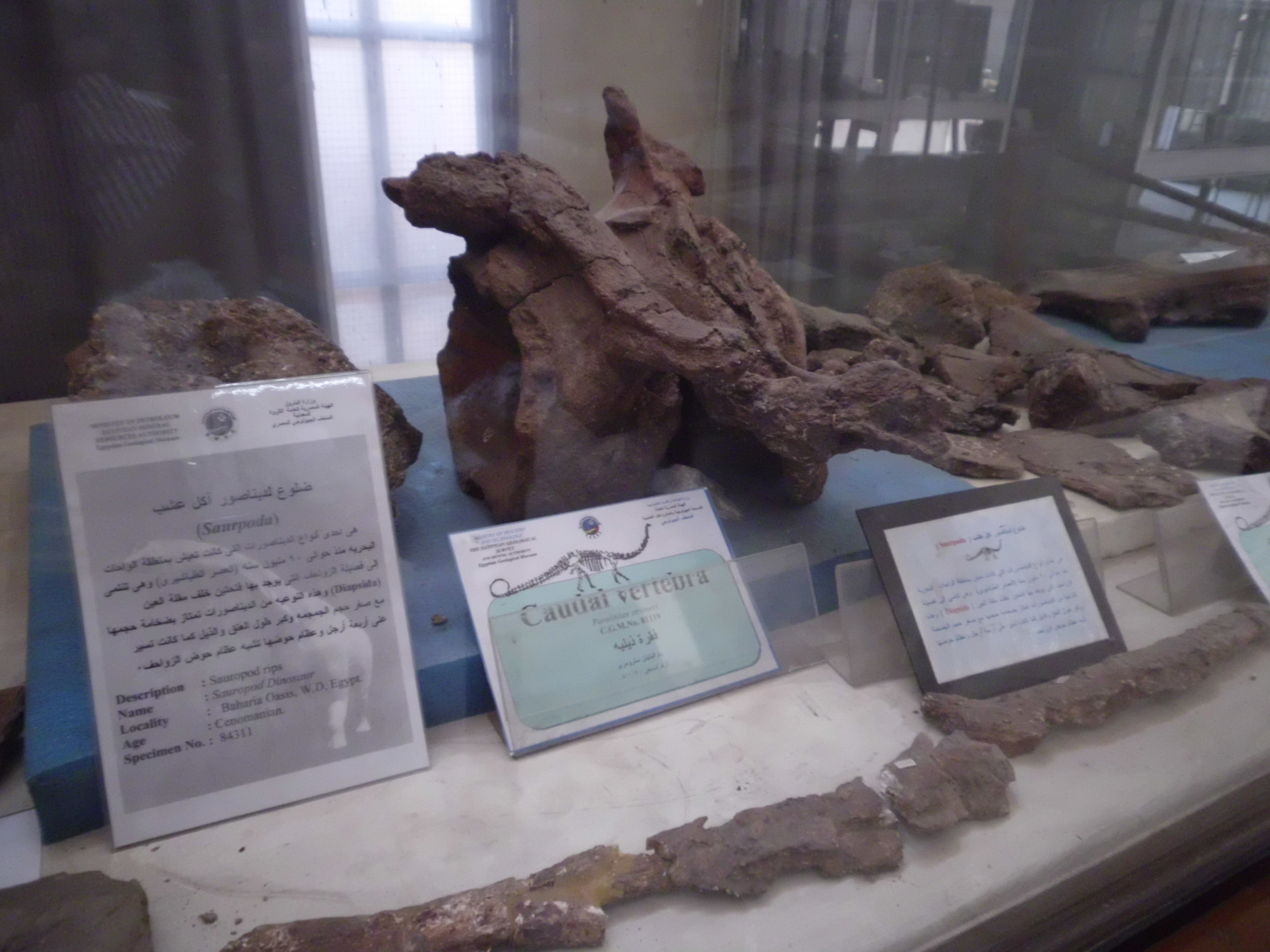
Primera vértebra caudal y otros elementos óseos.

Joshua Smith en 1999 en el Oasis de Bahariya redescubrió el sitio de Gebel el Dist donde Richard Markgraf en 1912, 1913 y 1914 había excavado fósiles de Ernst Stromer. En 2000, se organizó una expedición estadounidense para volver a visitar el sitio. Sin embargo, aparentemente Markgraf ya había eliminado todos los esqueletos más completos, dejando solo restos limitados. En un nuevo sitio, el cercano Gebel Fagga, la expedición logró localizar un esqueleto parcial de saurópodo. Fue identificado por Lacovara como una especie nueva para la ciencia. Fue nombrado y descrito por Joshua B. Smith, Matthew C. Lamanna , Kenneth J. Lacovara , Peter Dodson , Jennifer R. Smith ,Jason Charles Poole , Robert Giegengack y Yousri Attia en 2001 como la especie tipo Paralititan stromeri. El nombre deriva del griego para + halos "cerca del mar" con titan " con el género de "de Stromer". El nombre específico honra a Ernst Stromer von Reichenbach, un paleontólogo y geólogo alemán que estableció por primera vez la presencia de fósiles de dinosaurios en esta área en 1911. Paralititan representa el primer tetrápodo informado de la Formación Bahariya desde la publicación de Romer en 1935.
El espécimen holotipo de Paralititan, CGM 81119, fue encontrado en una capa de la Formación Bahariya, que data del Cenomaniano. Consiste en un esqueleto parcial que carece de cráneo. Está incompleto, salvo los fragmentos óseos que contienen dos vértebras sacras posteriores fusionadas, dos vértebras caudales anteriores, ambas escápulas incompletas, dos húmeros y un metacarpiano. El espécimen tipo de Paralititan muestra evidencia de haber sido secuestrado por un dinosaurio carnívoro ya que fue desarticulado dentro de un óvalo de ocho metros de largo con los diversos huesos agrupados. Se descubrió un diente de Carcharodontosaurus entre los restos. El holotipo es ahora parte de la colección del Museo Geológico de El Cairo. La gran vértebra dorsal anterior 1912V11164 descrita en 1932 por Stromer como perteneciente a un "saurópodo gigante" indeterminado, en 2001 se refirió tentativamente a Paralititan.

## Paleoambiente

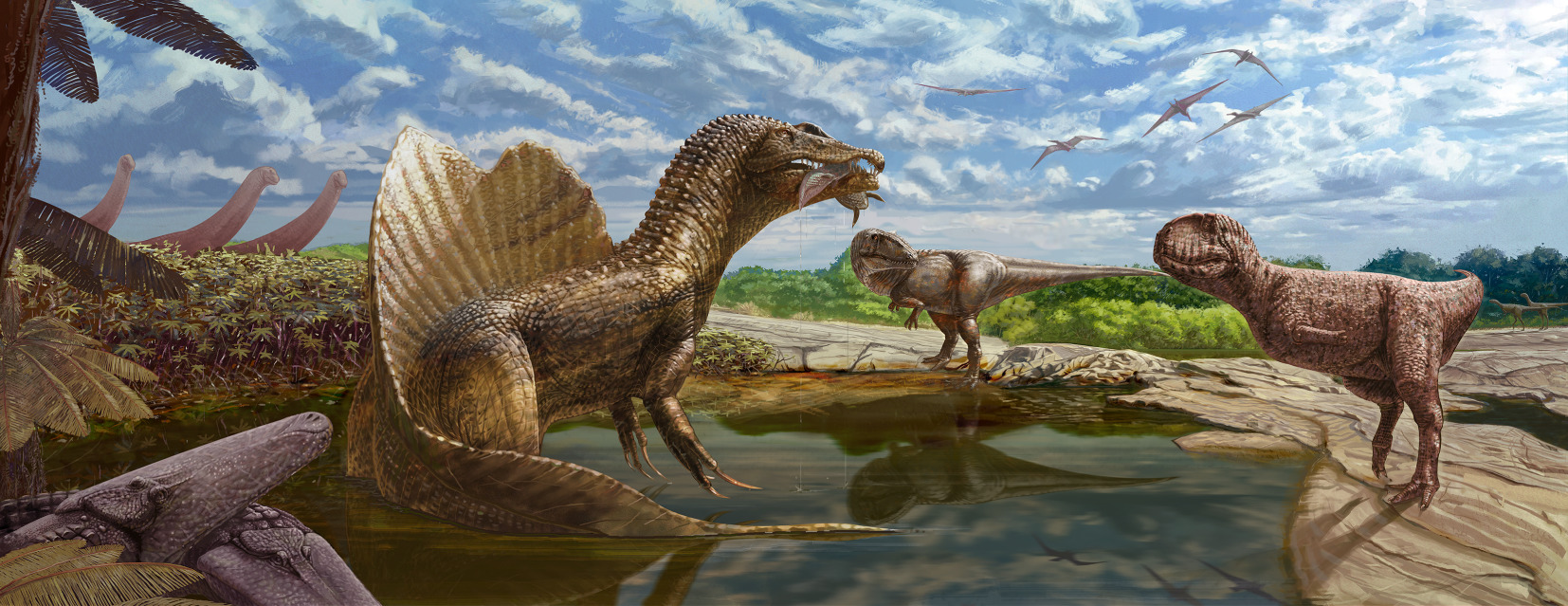
Recreación de Paralititan junto con animales contemporáneos de la Formación Bahariya

Los restos preservados del esqueleto se conservaron en depósitos de mareas planas que contienen sistemas de raíces y hojas fosilizados, de vegetación de manglares de helechos, Weichselia reticulata. Este ecosistema de manglares se situaba a lo largo de la costa sur del mar de Tetis. Paralititan es el primer dinosaurio conocido que habría habitado un hábitat de manglares. Este vivió aproximadamente en el mismo tiempo y lugar que los depredadores gigantes Carcharodontosaurus y Spinosaurus, y el saurópodo Aegyptosaurus.